# 군포중학교 축구부
군포중학교 축구부는 경기도 군포시에 위치한 군포중학교의 축구부이다.

## 같이 보기
- 군포중학교